# Jerko Ivanković Lijanović
Jerko Ivanković Lijanović, né le 15 novembre 1969, est un homme politique bosnien.